# Klasse (openbaar vervoer)

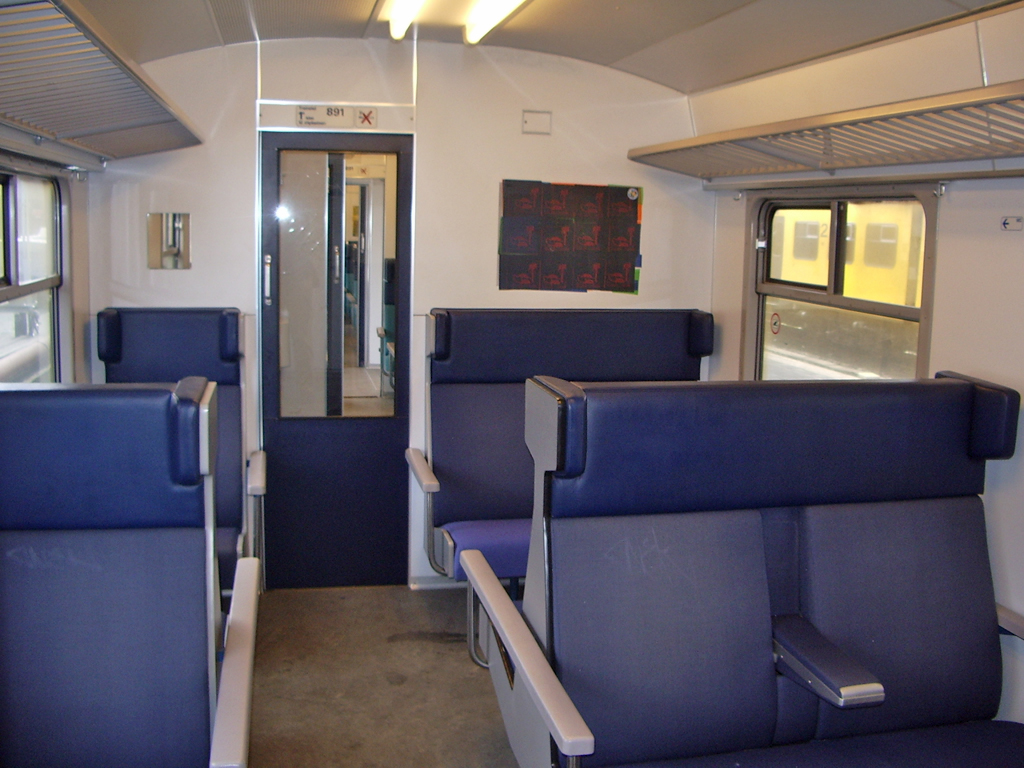
Het eerste-klasinterieur van Plan V

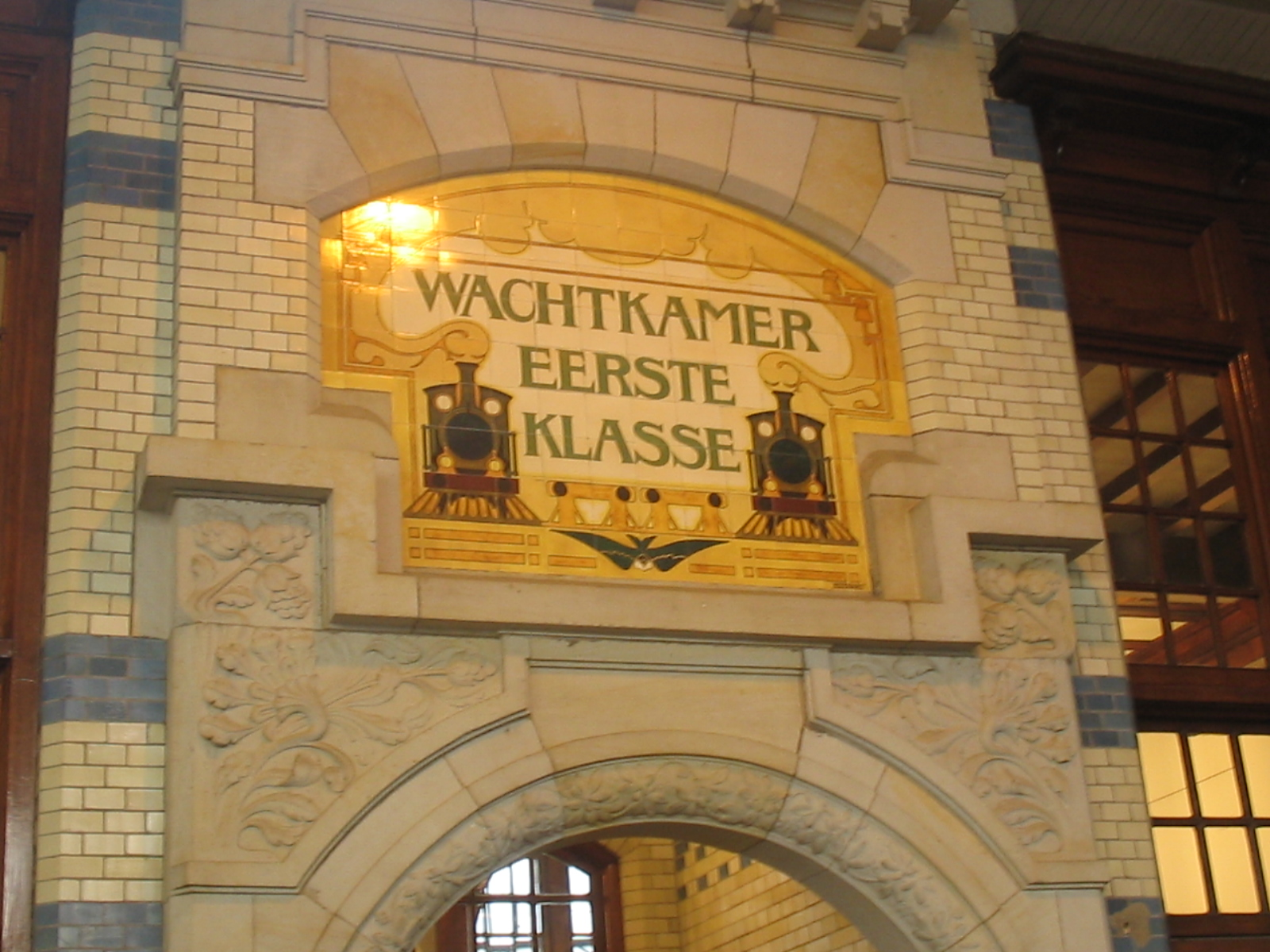
Wachtkamer voor de eerste klas op Station Haarlem

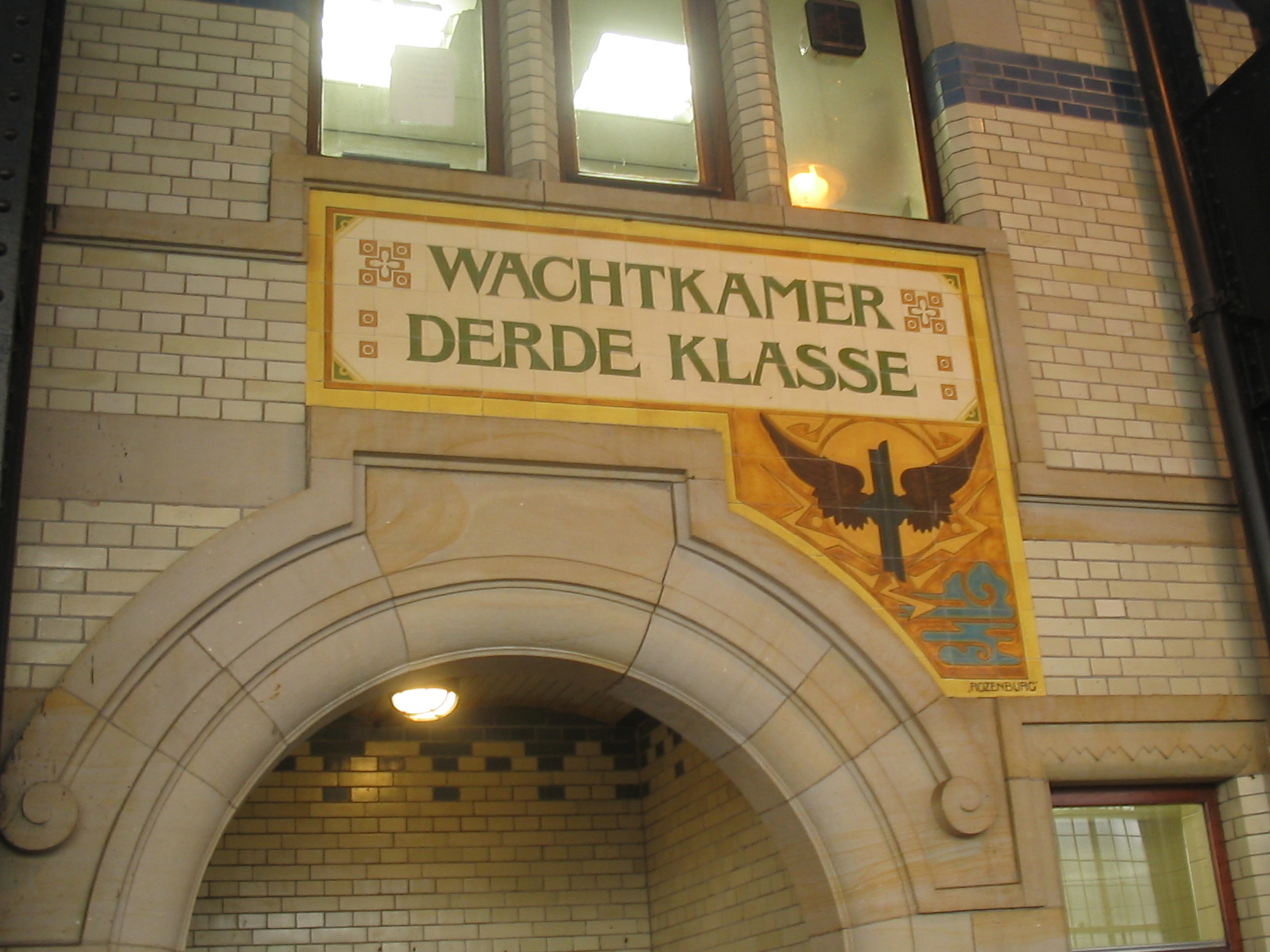
Wachtkamer voor de derde klas op Station Haarlem

In het openbaar vervoer kent men, met name in de trein, verschillende klassen van comfort. Een vervoerbewijs van een bepaalde klas geeft recht op naar keuze plaatsnemen in die klas of een goedkopere klas. Bij nummering (1e, 2e enz.) betekent een laag nummer een hogere prijs en meer comfort. 
Vanouds schreef men klasse, tegenwoordig meestal klas. 
Vervoersmaatschappijen hanteren uiteenlopende benamingen voor de verschillende klassen, zoals bijvoorbeeld comfort, business, luxe, economic, club etc. Bij de luchtvaart spreekt men van Royal Class, Business Class, Economy Class, Toeristenklasse.

## Klassenindeling
De treinen in Nederland en België, alsook in de meeste andere landen, kennen er twee: de 1e klas en de 2e klas. In de 1e klas is meer ruimte (bredere en gestoffeerde stoelen, extra beenruimte) en in een aantal nieuwere treinen een stopcontact.
Bij elk rijtuig staat zowel aan de buitenkant als aan de binnenkant met een cijfer weergegeven in welke klas men zich bevindt. Aan de buitenkant heeft de 2e klas soms geen cijfer. Aan de buitenkant is er bij de 1e klas een gele balk boven de ramen. Bij de Nederlandse Spoorwegen, waar geel de huiskleur is, ziet men ook wel een, soms geblokte, blauwe balk. Soms is er ook een geblokte blauwe balk onder de ramen.
Veel streektreinen hebben geen 1e klas.
Eerder kende men een 3e klas en zelfs 4e klas (NBDS en Duitsland). In tegenstelling tot de meer comfortabele tweede en eerste klas waar beklede banken waren, zaten de reizigers in de derde klas meestal op houten banken. Op voorstel van de UIC (Internationale spoorwegunie) werd in 1951 besloten in Europa met ingang van de zomerdienstregeling van 1956 (3 juni 1956) over te gaan op een tweeklassensysteem. De toenmalige derde klas werd de huidige tweede klas, de toenmalige tweede klas werd eerste klas. De oorspronkelijke extra luxueuze eerste klas, die in veel treinen al niet aanwezig was, werd afgeschaft.
Staanplaatsen zijn zelden of nooit een aparte klasse. Als de zitplaatsen in de klasse waarvoor men betaald heeft of waarvoor men op saldo betaalt geheel bezet zijn dan moet men staan voor dezelfde ritprijs. Men betaalt slechts voor het recht om vervoerd te worden.
Ook bij de eerste klas zijn klapstoeltjes op het balkon. Deze hebben niet het comfort dat men van de 1e klas verwacht. Of ze tot de eerste of tweede klas behoren is niet altijd duidelijk.

## Tarieven
Het tarief voor de 1e klas ligt in Nederland ongeveer 70% hoger dan het standaard tweede-klastarief. In andere landen is dit meestal ongeveer 50%. Bij vroege internationale boekingen of speciale aanbiedingen is de meerprijs soms slechts ca. 10%.
Op de Nederlandse OV-chipkaart wordt vastgelegd in welke klasse de kaarthouder standaard reist. Dit resulteert bij het inchecken automatisch in een elektronisch vervoersbewijs voor de betreffende klasse. Reizigers kunnen de klasse-instelling van hun kaart tijdelijk of permanent wijzigen (een ‘klassewissel’) via de kaartjesautomaat dan wel via de websites van de spoorwegmaatschappijen.
In het 'papieren tijdperk' konden mensen met een abonnement of kaartje voor de tweede klas een 'overgangsbewijs' kopen om een bepaald traject toch eerste klas te reizen tegen bijbetaling van het verschil in tarief. Na de invoering van de ov-chipkaart is deze mogelijkheid afgeschaft; wel is er voor abonnementhouders de optie Toeslag 2-1 voor een volle dag eerste-klasreizen.
Bij uitzonderlijk drukke treinen kan de conducteur toestemming geven om met een tweede-klasvervoersbewijs in het eerste-klasgedeelte te gaan zitten. Soms worden eerste-klaszitplaatsen 'gedeclasseerd' naar tweede klas (meestal met stickers) bij een gebrek aan tweede-klaszitplaatsen of als een treinstel wel aparte klassen heeft, maar wordt ingezet op een traject waar officieel geen eerste klas is.
Ook bij vliegreizen komt dat voor. Reizigers die in de Business Class van een vliegtuig mogen zitten  omdat er in de Economy Class geen ruimte meer is hebben dan ook de voordelen daarvan, zoals alcoholische dranken.

## Lijnen
Op enkele trajecten worden treinen ingezet die geen 1e klas (meer) kennen. In Nederland geldt of gold dit voor een aantal treinen van regionale vervoerders, zoals Syntus (alle trajecten) en Arriva (de trajecten waarop de LINT rijdt en op de Noordelijke Nevenlijnen). In het verleden had ook NS treinen zonder eerste klas (zie Stadsgewestelijk Materieel). Reizigers op deze trajecten konden of kunnen dus alleen in de 2e klas reizen, ongeacht hun kaartje. 
Bij de Noordelijke Nevenlijnen reden treinen met enkele banken eerste klas. Op de trajecten Leeuwarden – Stavoren en Leeuwarden – Harlingen was hiervoor een vervoerbewijs tweede klas voldoende. In sommige Sprinters van NS zijn er in de eerste klas net als in de tweede vier zitplaatsen per rij in plaats van drie, wel zijn de zittingen er wat zachter.
In de codes voor de bakindelingen van treinen worden de klassen aangeduid met letters: A betekent 1e klas en B 2e klas. De vroegere 3e klas had de letter C.

### Eerste-klastreinen
De TEE-treinen hadden alleen eerste-klasrijtuigen. Er was bovenien een extra toeslag verschuldigd en verplichte zitplaatsreservering.
Bij de eerste generatie TGV-treinstellen waren er treinen die enkel eerste-klasrijtuigen bevatten. Deze werden enkel ingezet tussen Parijs en Lyon voor zakenreizigers tijdens de spitsuren op werkdagen.
De zogenoemde ambtenarentrein tussen Den Haag en Groningen had alleen eerste-klasrijtuigen. Dit was een koploper met nummer 4444.